# Lista de agraciados com a Ordem do Infante D. Henrique
Esta é uma lista dos agraciados com a Ordem do Infante D. Henrique.

## Portugueses
- Adriano Moreira (1961 [GOIH]; 2017 [GCIH])
- Alexandre de Lucena e Vale (1962)
- Joaquim de Sant'Ana Sabino Domingues (1966)
- José Manuel da Graça Reis Comendador [ComIH] (1968)
- Alexandrino Garcia (1972)
- Monsenhor Manuel Teixeira (1974)
- Alfredo César Torres (1978)
- Amália Rodrigues (1981) Grande-Oficial
- Aníbal da Silva David Comendador (1962)
- Irene Vilar (1982)
- Alexandre Marques Pereira -(sociedade geografia de Lisboa)-1983
- Jorge Sampaio (1983 [GOIH]; 2018 [GColIH])
- Manoel Francisco Gonçalves - Comendador (24 de julho de 1985)
- António Gentil Martins (1984; 2009)
- Tavares Belo (1984)
- Clara Crabbé Rocha (1987)
- Manuel Joaquim (1988)
- Carlos Queiroz (1989)
- António da Rocha (1990)
- Eunice Muñoz (1991; 2011)
- José Bento (1992)
- Rui Veloso (1992 [CvIH]; 2006 [ComIH])
- Ruy de Carvalho (1993; 2012)
- Luiz Goes (1994)[1]
- Maria do Céu Guerra (1994)
- Urbano Tavares Rodrigues (1994)
- Mário Viegas (1994)
- Carmen Miranda (1995, a título póstumo)
- Gonçalo Byrne (1995)
- Eduardo Souto de Moura (1995)
- Maria de Sousa (1995)
- Joaquim Augusto Roseira Figueiredo, Grã-Cruz (1996), «pelos distintos e relevantes serviços prestados a Portugal no exercício das carreiras do ministério público e da magistratura judicial»
- Guilherme d'Oliveira Martins (1996 [GOIH]; 2016 [GCIH])
- Graça Morais (1997)
- Simone de Oliveira (1997; 2015)
- Carlos do Carmo (1997)
- Onésimo Teotónio Almeida (1997; 2018)
- Albino Aroso (1998)
- António Quadros / Grabato Dias    (António Quadros (pintor))  Grã-Cruz (1998), a título póstumo pelo Presidente Jorge Sampaio, pela obra plástica e literária , particularmente pela autoria de "As Quybyricas"
- Maluda (1998)
- António Correia Gonçalves, Comendador (1998), «pelo sua contribuição para o desenvolvimento das artes de pesca no Equador, América do Sul»
- Carlos Nóbrega e Sousa (1998)
- Manuel Pereira Ramos (1999) Comendador, pelo seu contributo ao país no estrangeiro.
- General Vasco Rocha Vieira, Governador de Macau, Grande-Colar (20 de setembro de 2001) pelo Presidente Sampaio
- Manuel Jorge Bazenga Marques, Grande Oficial (2001)
- José Agostinho Baptista, Grande Oficial (2001)
- Genuíno Madruga, Comendador (2003)
- Helena Almeida (2003)
- Eurico Carrapatoso (2004)
- Eduardo Gageiro (2004)
- Joe Berardo (2004)
- Simão Sabrosa (2004)
- Cristiano Ronaldo (2004)
- Teresa Magalhães (2004)
- Paulo Macedo (2004 [GOIH]; 2016 [GCIH])
- Eduardo Serra (2004 [ComIH]; 2017 [GOIH])
- Manuel Sobrinho Simões (2004)
- Carlos Matos Ferreira (2005)
- Fernando Teixeira dos Santos (2005)
- António Nogueira Leite (2005)
- Manuel António Pina (2005)
- José Mourinho (2005)
- Carmen Dolores (2005)
- Mariza (2005)
- Diogo Alves de Sousa de Vasconcelos (2006)
- Rui Nabeiro (2006)
- Francisco Pinto Balsemão (2006)
- Murteira Nabo (2006)
- Nataniel Costa
- João Braga (2006)
- Daniel Bessa (2006)
- Rui Rio (2006)
- Arlindo Cunha (2006)
- Daniel Sampaio (2006)
- Francisco George (2006)
- Manuel Graça Dias (2006)
- António Segadães Tavares (2006)
- Fátima Lopes (2006)
- Rui Veloso (2006)
- Filipe Laferia (2006)
- Miguel Vieira (2006)
- Arsélio Pato de Carvalho (2007)
- Fernando Echevarría (2007)
- José Pedro Machado (2007)
- Maria Alzira Seixo (2007)
- Martim de Albuquerque (2007)
- Maria Aurora (2007)
- Rão Kyao (2007)
- Hélder Bataglia (2007)
- Nuno Crato (2008 [ComIH]; 2016 [GCIH])
- Vítor Baía (2008)
- José Manuel Sérvulo Correia (2008)
- Luís Marques Mendes (2008)
- Jorge Moreira da Silva (2009)
- Roberto Carneiro (2009)
- Ana Hatherly (2009)
- Francisco Moita Flores (2009)
- Joana Vasconcelos (2009)
- Bento Amaral (2009)
- Rui Nepomuceno (2009)
- Alberto Romão Madruga da Costa (2010)
- António Feio (2010)
- Beatriz Batarda (2010)
- Manuela Maria (2010)
- Joaquim Benite (2010)
- Jorge Gaspar (2010)
- José Silva Peneda (2010)
- Vasco Graça Moura (2010)
- Manuel António dos Santos (GO) (2010)
- Elvira Fortunato (2010)
- Francisco Nunes Correia (2010)
- Isabel Pires de Lima (2010)
- Rosa Lobato de Faria (2010)
- Vítor Sobral, Comendador (2011)
- Joaquim Alberto Iria Júnior (2011)
- João Vale de Almeida (2011)
- João Medina (2011)
- José Pedro Gomes (2011)
- José António Guerreiro Cavaco (Comendador)[2]
- Maria Helena da Cruz Coelho (2011)
- Danilo Luís Hélio Pereira (2011)
- Luís Carlos Ramos Martins (2011)
- Michael Simões Domingues (2011)
- Maria Fernanda Rollo (2011)
- Nélson Oliveira (2011)
- Nini Andrade Silva (2011)
- Roderick Miranda (2011)
- Sérgio Oliveira (2011)
- Luís Alberto Serreira Pebre Pereira (ComIH)(2012)
- Francisco Almeida e Sousa (2012)
- José Hermano Saraiva (2012)
- Manuel Ferreira Patrício (2012)
- António Lobo Xavier (2012)
- Eduardo Nery (2012)
- Gonçalo M. Tavares (2012)
- Luís Noronha da Costa (2012)
- Celeste Rodrigues (2012)
- Pedro Calapez (2012)
- Rondão Almeida, Comendador (2013)
- Ricardo Pais (2013)
- Maria Amélia Santos (2013)
- Maria da Fé (2013)
- Teresa Tarouca (2013)
- Argentina Santos (2013)
- Vicente da Câmara (2013)
- Cristiano Ronaldo, Grande-Oficial (2014)
- Fernando Faria de Oliveira, Grã-Cruz (2014)
- Pedro Reis, Grande-Oficial (2014)
- Lídia Sequeira, Grande-Oficial (2014)
- António Borges (2014)
- Miguel Horta e Costa (2014)
- Manuel Braga da Cruz, Grã-Cruz (2014)
- Eduardo Lourenço (2014)
- Maria João Avillez (2014)
- Rodrigo Leão (2014)
- Luís de Matos (2014)
- José Manuel Durão Barroso (2014)
- Marcos Freitas (2014)
- Tiago Apolónia (2014)
- João Monteiro (2014)
- Jorge Listopad (2015)
- Ana Moura (2015)
- Carminho (2015)
- Katia Guerreiro (2015)
- Ricardo Ribeiro (2015)
- Mário Pacheco (2015)
- Nelson Évora (2015)
- Emanuel Silva (2015)
- Fernando Pimenta (2015)
- Francis Obikwelu (2015)
- Vanessa Fernandes (2015)
- Nuno Delgado (2015)
- Rui Costa (2015)
- Rui Silva (2015)
- Hugo Passos (2015)
- António Lagarto ([GOIH] 2015)
- Júlio Pereira (2015)
- José Pracana (2015)
- António Zambujo (2015)
- Nuno Gama (2015)
- Sara de Melo Pereira (2015)
- Diogo Pinto (2015)
- Fernando Gomes (2015)
- João Victor Saraiva (2015)
- Guilherme Silva (2015)
- António Saraiva (2016)
- João Bento (2016)
- Hugo Rocha (2016)
- Nuno Barreto (2016)
- Sérgio Paulinho (2016)
- Fausto de Quadros (2016)
- José de Almeida Serra (2016)
- Álvaro Santos Pereira (2016)
- António Bagão Félix (2016)
- Luís Campos e Cunha (2016)
- Maria de Lurdes Rodrigues (2016)
- Rui Pereira (2016)
- Vítor Gaspar (2016)
- António Sousa Lara (2016)
- Miguel Telles Antunes (2016)
- Jorge Fernando (2016)
- Nuno Rogeiro (2016)
- Ireneu Cabral Barreto (2016)
- Henrique de Barros (2016, a título póstumo)
- António Ramalho Eanes (2016)
- Nicolau Breyner (2016, a título póstumo)
- José Avelino Bettencourt (2016)
- Salgueiro Maia (2016, a título póstumo)
- António Barbosa de Melo (2016, a título póstumo)
- António de Almeida Santos (2017, a título póstumo)
- Isabel de Magalhães Colaço (2017, a título póstumo)
- Maria José Ritta (2017)
- Maria Cavaco Silva (2017)
- Manuel Cargaleiro (2017)
- Francisco Sá Carneiro (2017, a título póstumo)
- Pedro Caldeira Cabral (2017)
- Gonçalo Ribeiro Telles (2017)
- E. M. de Melo e Castro (2017)
- Daniel Serrão (2017, a título póstumo)
- Leonor Beleza (2017)
- José Ribeiro e Castro (2017)
- Jose Manuel Fonseca Moura, Grã-Cruz (2018)
- Rui Pena (2018, a título póstumo)
- António da Cunha Telles (2018)
- Isabel Ruth (2018)
- Lauro António (2018)
- João Calvão da Silva (2018, a título póstumo)
- Paulo Pitta e Cunha (2018)
- Fernando Lemos (2018)
- Hélder Macedo (2018)
- Manuel Antunes (2018, a título póstumo)
- António Patrício Gouveia (2018, a título póstumo)
- Pedro Lynce (2019)
- Manuel Rocha (2019, a título póstumo)
- Lia Gama (2019)
- Jorge Jesus (2019)
- Carlos Paião (2020, a título póstumo)
- Abel Ferreira (2021)
- Ricardo Mourinho Felix, Grande Oficial (2024)
- Artur Jorge (2024)

## Instituições
- Sport Lisboa e Benfica (1979)
- NRP Sagres (1984)
- Académico Futebol Clube (1986)
- Sporting Clube Olhanense (1987)
- Associação Académica de Coimbra (1988)
- Teatro dos Estudantes da Universidade de Coimbra (1988/07/16)
- Lusitano Ginásio Clube
- Sociedade Histórica da Independência de Portugal (1991)
- Montepio Geral - Caixa Económica (1992)
- Quercus, membro honorário (1992)
- Liga para a Proteção da Natureza (1994)
- Corpo Nacional de Escutas (1998)
- Associação Nacional de Municípios Portugueses (2010)
- Guarda Nacional Republicana (2010)
- Instituto dos Pupilos do Exército (2011)
- Selecção Portuguesa de Futebol sub-20 (2011)
- Fundação Eugénio de Almeida (2013)
- Fundação Árpád Szenes-Vieira da Silva (2015)
- Comité Olímpico de Portugal (2015)
- Comité Paralímpico de Portugal (2015)
- Associação Humanitária dos Bombeiros Voluntários de Fafe (membro honorário)
- Liga Portuguesa contra o Cancro (2016)
- Real Hospital Português de Beneficência (2016)
- Gabinete Português de Leitura de Pernambuco (2016)
- Instituto de Socorros a Náufragos (2017)
- Associação Naval de Lisboa (2017)
- Fundação Oriente (2018)
- Esquadrilha de Helicópteros (Marinha Portuguesa) (2018)
- União Geral de Trabalhadores (2018)
- Associação Comercial do Porto (2019)
- Club de Regatas Vasco da Gama (2023)[3]

## Estrangeiros
- Príncipe Karim Aga Khan (1960)
- Mauricio Waitsman (Grau de Comendador) 1961
- Jaime Gilberto King (1968) iask
- Cleonice Berardinelli (1966 [ComIH]; 2016 [GCIH])
- Joaquim Chissano (1984 [GCIH]; 1990 [GColIH])
- Sean Patrick O'Malley (1985 [ComIH]; 2016 [GCIH])
- José Carro Otero (1992)[4]
- Maomé VI de Marrocos (1993)
- Maurice Béjart (1998)
- Plácido Domingo (1998)
- Peter Cosgrove (2002)
- Luiz Felipe Scolari, treinador de futebol (2004)
- Anthony Bailey, presidente de Painting & Patronage (2005)
- SAR o Príncipe Khalid Al-Faisal de Arábia Saudita (2005)[5]
- Henrique de Luxemburgo (2005)
- Bill Gates (1 de fevereiro de 2006), «pelo seu trabalho humanitário nomeadamente no combate às doenças na África lusófona»
- Hiroshi Okuda - Chairman da Toyota Motor Company (5 de junho de 2006), «pelo seu trabalho e ligação entre Portugal e Japão, através dos projectos e investimentos da Toyota»
- Michelle Bachelet (2007)
- Lech Kaczynski (2008)
- Abdullah Gül (GColIH) (12 de maio de 2009)
- Jean-Claude Trichet (2010)
- Jaume Bartumeu Cassany (2010)
- Domingos Simões Pereira (2012)
- Massimo Livi-Bacci (2012)
- Jorge Carlos Fonseca (2012)
- Enrique Valentín Iglesias García (2014)
- João Carlos Martins (2014)
- Ernest Moniz (2015)
- Roberto Irineu Marinho (2015)
- Micaela Ghițescu (2015)
- Elinton Sanchotene Andrade (2015)
- Ives Gandra Martins (2016)
- Abdul Fatah Khalil Al-Sisi (2016)
- Giovanni Angelo Becciu (2016)
- Tomislav Nikolić (2017)
- Prokópis Pavlópoulos (2017)
- Amadou-Mahtar M'Bow (2017)
- Horacio Cartes (2017)
- Maria Teresa de Luxemburgo (2017)
- Macky Sall (2017)
- Alassane Ouattara (2017)
- Guilherme Alexandre dos Países Baixos (2017)
- Máxima dos Países Baixos (2017)
- Lígia Fonseca (2017)
- Eduardo Faleiro (2017)
- Frank-Walter Steinmeier (2018)
- Kolinda Grabar-Kitarović (2018)
- Marie Louise Coleiro Preca (2018)
- Filipe da Bélgica (2018)
- Matilde da Bélgica (2018)
- João Lourenço (2018)
- Ana Dias Lourenço (2018)
- Martín Vizcarra (2019)
- Kersti Kaljulaid (2019)
- Germano Almeida (2019)
- Rosângela da Silva (2023)
- Hermann José Krippahl (2023)